# Jakob Larsen (Handballspieler)
Jakob Rosbach Larsen (* 4. Juli 1974 in Maniitsoq) ist ein grönländischer Handballtrainer, der als Spieler für die grönländische Nationalmannschaft auflief.

## Karriere
Larsen spielte ab 1994 beim dänischen Verein Nyborg GIF Håndbold und wechselte vier Jahre später zum Erstligisten GOG Gudme, mit dem er in mehreren Spielzeiten am Europapokal teilnahm. Zur Saison 2000/01 wechselte der Rückraumspieler zu Otterup HK. Während dieser Saison wurde er im Februar 2001 an einem spanischen Verein aus Saragossa verkauft. Schon im Sommer desselben Jahres kehrte Larsen nach Dänemark zurück und spielte bei einem Zweitligisten aus Odense. Nachdem der Grönländer wieder zu GOG Gudme zurückgekehrt war, schloss er sich später dem französischen Verein Saint-Raphaël Var Handball an, um ab dem Jahre 2006 erneut für GOG aufzulaufen. Mit GOG gewann er insgesamt zwei dänische Meisterschaften.
Nachdem GOG während der Saison 2009/10 Konkurs anmelden musste, unterzeichnete Larsen im Februar 2010 einen Vertrag beim Zweitligisten Faaborg HK. Zusätzlich trainierte er parallel den Drittligisten Odense Håndbold. 2011 fusionierte Faaborg mit Odense zum HC Fyn, bei dem Larsen als Spielertrainer tätig war. Ab dem Dezember 2011 trainierte er zusätzlich die Damenmannschaft von HC Odense, die in der höchsten dänischen Liga spielten. Nachdem Odense 2012 den Klassenerhalt gelungen war, übernahm Larsen das Traineramt der Herrenmannschaft von GOG Håndbold. Unter seiner Leitung wurde GOG 2013 erstklassig. Im März 2013 übernahm er nochmals für einen kurzen Zeitraum den HC Odense, nachdem der bisherige Trainer Thomas Ørneborg entlassen wurde. Ab der Saison 2017/18 trainierte er Nykøbing Falster Håndboldklub. Unter seiner Leitung gewann Nykøbing Falster 2018 den dänischen Pokal. Weiterhin erreichte seine Mannschaft in der Saison 2022/23 das Finale der EHF European League. Nach der Saison 2024/25 verließ er Nykøbing Falster Håndboldklub und übernahm den Ligakonkurrenten Horsens HK.
Larsen lief mindestens 87-mal für die grönländische Nationalmannschaft auf und ist mit 506 Treffern Rekordtorschütze seines Landes. Er nahm mit Grönland an den Endrunden der Weltmeisterschaft 2001, 2003 und 2007 teil.

## Privates
Jakob Larsen ist seit 2018 mit der dänischen Handballspielerin Kamilla Kristensen verheiratet. Das Paar hat zwei gemeinsame Söhne. Sein Bruder Rasmus ist ebenfalls ein bekannter grönländischer Handballspieler.
Im April 2025 kündigte er an, für die Radikale Venstre bei der Folketingswahl 2026 kandidieren zu wollen.